# Stazione di Città del Capo
La stazione di Città del Capo (in inglese: Cape Town railway station) è la principale stazione ferroviaria di Città del Capo in Sudafrica.

## Storia
La prima stazione ferroviaria di Città del Capo non era altro che una rudimentale struttura in legno realizzata nel 1861, e situata nei pressi dell'odierno Golden Acre. La rete ferroviaria di Città del Capo era a quel tempo ancora in una fase embrionale, per cui la sua stazione era piccola e semplice.
Nel 1875 John Molteno, primo ministro della Colonia del Capo, fece partire i lavori di costruzione di un ben più grande edificio in pietra da destinare a stazione centrale per la rete ferroviaria della città, allora in rapida espansione. Come sito per la nuova stazione vennero scelti dei terreni al fondo di Adderley Street, dove tuttora si erge la sua succeditrice.
Il nuovo edificio vittoriano era grande abbastanza da accogliere il crescente numero di binari e i quartier generali della recentemente costituita Cape Government Railways, anche se negli anni a seguire venne sostanzialmente ingrandita con la costruzione di alcune aggiunte.
Nel 1960 la stazione venne abbattuta e ricostruita in modo tale da permettere la segregazione razziale dei passeggeri. Questo nuovo edificio, corrispondente a quello attuale, è stato parzialmente alterato durante i preparativi per il campionato mondiale di calcio del 2010, ospitati dal Sudafrica.